# 西遊妖猿伝
『西遊妖猿伝』（さいゆうようえんでん）は、諸星大二郎著の漫画作品。また、それを原作としたラジオドラマ。

## 概要
双葉社の漫画雑誌『月刊スーパーアクション』（1983年6月号から1987年9月号）、『コミックアクションキャラクター』（1988年5月27日号から1989年4月28日号、1990年増刊4月30日号諸星大二郎大特集）、潮出版社の漫画雑誌『コミックトム』（1992年3月号から1997年8月号）に連載された後、11年の中断を挟んで講談社の漫画雑誌『モーニング』に、2008年47号から2012年31号までの不定期連載を経て、同社『月刊モーニングtwo』にて2013年9月号から連載されていたが、2018年5月18日の掲載後、連載が中断している。
講釈師による講談という体裁を採り、隋末から唐初の時代、「斉天大聖」の称号を持つ少年・孫悟空が仏教の原典を求める僧・玄奘や不良僧・八戒らと共に天竺取経の旅をするという『西遊記』をモチーフとした内容だが、あくまで史実とフィクションを織り交ぜた別の物語である。第1部大唐篇・第2部西域篇・第3部天竺篇の3部構成となる予定だが、西域篇を前に長期に渡って連載が中断、再開が待たれていた。
2000年、第4回手塚治虫文化賞マンガ大賞受賞。

## ストーリー
隋末の大乱によって天涯孤独の身となった少年・孫悟空は、強大な妖怪「無支奇」より「斉天大聖」の称号を授かり、民衆の怨念のために権力者と戦うことを宿命づけられる。群雄劉黒闥の配下の若者・紅孩児や「斉天玄女」の称号を持つ美少女・竜児女との出会いによって、金角・銀角兄弟率いる山賊や唐の李世民らとの戦いに巻き込まれていく。唐の太子の暗殺を目論む紅孩児らとともに宮城にて破壊活動を強行しお尋ね者となる悟空だが、その間運命的な因縁により旅の僧玄奘と幾度か顔を合わせ、国禁を犯してまで天竺取経を目指す玄奘の信念に惹かれるようにその後を追うのだった。

## 登場人物

### 主要人物
孫悟空（そん ごくう）
本編の主人公。河南地方・福地村で暮らしていたが、妖怪「無支奇」より斉天大聖の称号とその象徴である金環と金箍棒を授かり、常に戦いの火種となる宿命を負わされた少年。太古の昔より天罡三十六星に対応する地煞七十二星の一人として数えられており、乱を起こして滅びる運命にあるとされているが、宿命を変えて真の自分自身へと還るため玄奘とともに天竺を目指す決意をする。
怒りによって体内に眠る大聖の力が激発し、数百人規模の盗賊団を単独で壊滅させるほどの超常的な戦闘力を発揮するが、虐げられて死んでいった民衆の怒りや怨念に呑まれると自意識までが封印されるため周囲にいるものを無差別に殺し続けるようになってしまう。玄奘が経を唱えるとその状態が中和されることに気づいてからは、正気を保ちながら大聖の力を引き出す要領をつかんで利用する様になる。
西暦で615年前後の生まれ。無支奇によって称号を授けられた時には10歳になるかどうかという年齢。西域篇でもようやく10代半ば～後半といった年齢なので「小僧」「小童」と、よく呼ばれる。唐朝廷の関係者には李世民が戯れに付けた厩の番人の役職名である弼馬温（ひつばおん）の名で呼ばれる。
冷静沈着に見えてその実きわめて気が短く、些細な揉め事でも金箍棒を振り回すことによって解決しようとしてかえって事態を悪化させてしまうことが多々あるが、玄奘には非常に頼りにされている。端整な顔立ちで少女から大人まで幅広い年代の女性から好意を寄せられることが多い。後述の易者・袁守誠の立てた卦によると、陽の気が強い性質で常に動くことを宿命づけられている。
金環、金箍棒
悟空が斉天大聖の称号を授かった際に与えられた帽子に付いていた金環と五行山で手に入れた金色の箍が嵌った1mほどの金属製の棒。
金環は被った途端に悟空の頭を締め付け、その痛みによって記憶を失った悟空は半年ほどの間、山中で野人のように暮らしていた。怨霊の声や大聖からの呼びかけを受けた際には反応するほか、根を張ったようになっており、無理やり外そうとしたり法力持ちの僧侶が唱える経を聞くと頭痛を引き起こす。
金箍棒は五行山に満ちる氣が凝り集まってできた神珍鉄製の棒。白雲洞下の滝奥の洞窟に岩から湧き出したように生えていたが悟空が引き抜いた際に五行山に満ちていた気や怨念を根こそぎ取り込んでいた。悟空の内に眠る大聖の力を存分に振るえるだけの強度を持つ業物だが、他者には重い棒にすぎない。強度は建物が崩落した際にも支えとして立てておけば隙間を確保できるほど。双葉社版ではもともと竜児女の得物であり彼女の死後悟空が受け継いで使用した。

玄奘（げんじょう）
元は長安で学ぶ見識豊かな僧だが、経典の不足により百家争鳴する仏教界の腐敗を糺し、世界の真実を知るために原典である十七地論を求め国禁に背いて天竺取経の旅を断行する。出立の許可を得られず悩んでいた時に偶然耳にした皇帝暗殺計画を董彦思に密告したことから、紅孩児の恨みを買い命を狙われる。恵岸行者のように法力に優れる訳ではないが、彼の読む経は大聖（闇）に囚われた悟空を光に引き戻す効果がある。精悍な顔立ちの二枚目であり、悟空同様本人にその気はないのに女性に迫られることがままある。
一見すると真面目一辺倒の堅物の高僧だが、目的を果たすためならなら多少の無茶は目をつぶり融通の利く一面も持ち、八戒を誤って殴り倒してそれを追及されそうになった時には当時敵であった沙悟浄にその罪をなすりつけて難を逃れている。困難が続くと気が滅入り時に弱気になることもこともあるが、それを撥ね退けるだけの強靭な精神力と信念を備えており、析易居士の蜥蜴蠱に憑かれた際には悟空の助力を待たずに自力で討ち破っている。
八戒（はっかい）
本名・猪悟能。好色で食い意地の張った破戒僧。長安の仏寺に入門したその日のうちに殺生・盗み・姦淫・妄語・その他の8つの戒めをすべて破ったことから八戒と呼ばれる。長安から逃げ出して秦州の属仏寺という寺に潜り込んでいたが、近隣の村・高老荘で村長の娘とマッチポンプによる憑き物騒ぎを起こして荒稼ぎしていた。だが、玄奘と共に村を訪れた兄弟子に事実が発覚。醜聞を恐れて秘密裏に追い出される。その後、珍妙な巡り合わせが重なり、はからずも悟空や玄奘と同道する。
およそ計画性と言う物がなく、その場その場で食欲・性欲・金銭欲の赴くまま行動して騒ぎを起こしては逃亡し、まったく懲りることがないという、悟空とは別の意味の真性のトラブルメーカー。黄花村で偶然手に入れた紫金鈴を持ち逃げした途上でもいちいち騒ぎを起こしており、悟空と二娘には呆れられつつも追うのが楽と評された。人間の欲望を増長させる類の魔物にとり憑かれた際にも普段と大して行動が変化しないので気付かれず、悟空の対応が後手に回ったりすることもある。時々、彼のその行動が良い方向に実を結ぶこともあるが、なぜ玄奘に追従するのか疑問に思われることもある。
沙悟浄（さ ごじょう）
本名を忘れていた胡人で玄奘の供になる最後の一人。幼いころから盗賊の父親と流沙河に隣接する廃墟に暮らし、父が消えた後は遭難した旅人の財物を奪って暮らしてきた。河西回廊篇終盤で「瓜州の石槃陀（せきはんだ）」と名乗り、玄奘に受戒してもらい道案内を買って出るが莫賀延蹟手前で怖気づいたかのように装い、玄奘と別れて引き返したふりをして流沙河に先回りし、仮面を被って玄奘一行を襲う。悟空の大暴れがきっかけで流沙河の遺跡は崩壊し、母の亡骸と対面することになり、呪縛から解かれ己の名を思い出す。だが、これは幼名であったため玄奘から「沙悟浄」の名をもらって同行することになる。
玄奘の弟子の中では最年長であるが、兄弟子となる悟空らを兄貴と呼ぶなど元盗賊らしからぬ生真面目な性格。盗賊時代には前述の石槃陀以外にも複数の名（高昌国では「バルザート」）を使い分けていたが、当時の置き土産的なトラブルに一行を巻き込むことがある。
紅孩児（こうがいじ）
隋末の群雄・劉黒闥の部下だが、幼少時に黒闥に命を救われたことから彼を父と慕っている。愛用武器は月牙鏟。役人に捕らわれて長安に連行されるところを助けられたことから悟空を仲間に誘う。享楽的に殺人を楽しむ癖があり、それを諫める悟空と反発しあい争うこともある。悟空と共に相州までたどり着くが、自軍の敗北を知ると本拠地である館陶へ向かい再び唐軍に敗れて落ちのびる。黒闥を救出せんと捕らえられた先に向かうが、捕らえた李世民の独断で処刑されたことで仇である李世民の命を執拗に狙う。
世民の暗殺に失敗すると、計画を密告した玄奘を逆恨みしてつけ狙い、悟空とも完全に袂を分かつことになる。以後、西域まで執拗に追いかけ対決を繰り返すが、その過程で目の当たりにした斉天大聖の力を求めて悟空と共闘することを、もしくはそれができないならその力で滅ぼされることに固執するようになり悟空との対決の末、打ち殺された。
盗賊関係に顔が広く、竜児女や羅刹女、突厥のイリクなどとは昔馴染みである。
竜児女（りゅうじじょ）
斉天玄女の称号と金環および銀箍棒を持つ男装の美少女。紅孩児と共に相州を訪れた悟空を五行山は白雲洞に連れて行き斉天大聖や金箍棒に関する情報を教える。幼少時より修行を積んでおり、超人的な強さを誇るが、その力は限定的なものであり定期的に白雲洞の霊気を浴びることが前提とされ、生理中は極端に減衰、さらに性交を経験すると消失してしまう。悟空と共に金角の山塞を制圧し唐へのレジスタンスを続けるが、悟空と同じく地煞七十二星の一人とされており唐の軍隊から白雲洞を守って落命する。
その最後の描写は掲載誌によってことなっており、双葉社版では銀角の暴行が未遂ではなく、さらに死後、首を刎ねられて悟空の前にさらされる憂き目に遭っている。
金環、銀箍棒
悟空の被る金環によく似た金環と銀色の箍が嵌った1mほどの金属製の棒。
金環はかつて地煞七十二星の一人が身に着けていたもので悟空の物と違って着け外しが利く。幾らかの力も宿っており、精細鬼たちに襲われた悟空を助けた際には閃光を放って砕け散った。
銀箍棒は金箍棒と同じく、五行山に満ちる氣が凝り集まってできた神珍鉄製の棒。白雲洞下の滝奥の洞窟に岩から湧き出したように生えていた。鎮元大仙の修行を受け、大聖の声を聞いた際に竜児女が引き抜き手に入れた。彼女の得物として振るわれていたが、白雲洞が崩落した際に砕け散ってしまう。潮出版社版の改訂で登場した設定で、双葉社版には登場しない。

無支奇（むしき）
花果山水簾洞に住む斉天大聖を名乗る妖怪。おおむね一つ目で猿に似た姿をしており、戦乱の世に現れ、民衆の怨念や血から生じる気を欲して人同士を争わせる邪神。戦乱の火種とするため悟空を選び称号を授ける。大聖自身は悟空の父親だとも言うが、先祖の時代から関りがあるなど判然としない。
物語序盤で悟空を利用して復活を遂げるが、二郎真君の鎖で再封印されてしまう。その後もしぶとく復活をはかろうとするが、唐による統一がなった中国では民衆が平和を求めるようになるため、自分の力を振るう余地がなくなると判断し、悟空が天竺に行くのをむしろ推奨するようになる。
その後も実体こそないもののたびたび登場し、自身には多くの「変化（ペルソナ）」があり、妖怪としての無支奇もその一面的な物に過ぎず「まったく異なる姿」も存在すると言う。後述の易者・袁守誠の立てた卦によると伏竜となって地に隠れているが、動けば陰陽戦いて血を流すという。悟空自身の卦と合わせてトラブルを引き起こし呼び寄せる形となっているが、元々陰陽とは対立する存在であり、どちらが勝つにしろ負けるにしろ「バランスが取れた状態になる」とも言える。
通臂公（つうひこう）
無支奇の配下の妖人。一見して眼が大きい、乞食のような姿の老人で自称200歳以上だが、その動作は俊敏で、鋭い爪と牙で敵を攻撃する。「通臂」とは両腕が一本につながっていることを意味し、片腕を引っ込めるともう片方の腕が伸びる（テナガザルの手の動きを見て、そうなっていると考えられたことによる）。無支奇より悟空の周囲の仏家の者を排除するよう命令を受けている。目玉をぎょろぎょろさせたその顔貌は、メガネザルがモデルである。
恐ろしい怪物ではあるが、長く生きている分いろいろな知識を持っており、うんちくを披露することもあった。竜児女や七仙姑相手にはギャグ描写のあるコミックリリーフ役でもある。大唐編の後半ではそういった描写はなりを潜め、恵岸を悟空につきまとう抹殺対象の僧職の人間と考え、執拗にその命を狙い敦煌の莫高窟で対決の後、姿を消し生死不明。
恵岸行者（えがんぎょうじゃ）
秦州と蘭州の間の街道に立っている松の木に住む禅僧・烏巣禅師の弟子。惣髪で精悍な顔立ちの行者で、禅杖を用いて戦う以外にも妖怪や幽霊を封じることのできる強い法力を持つ。腕が立つことから師匠より玄奘の身辺警護を任されたため、たびたび通臂公や紅孩児と対決する。
当初は悟空と擦れ違いざまに敵意を感じて打ちあうなど、悟空を強く警戒していたが最終的には悟空を認める。通臂公から不意打ちを受けて負傷したこともあって西域で引き返すことになり敦煌の莫高窟で決着をつけることになる。
講釈師（こうしゃくし）
本編の案内人。子持ち。作者である諸星大二郎と親交の深い漫画家星野之宣の作品『2001夜物語』にも登場する。しばらく連載が停滞して再開した際には、どこまで講釈を進めていたかアンチョコで確認していたほか、解説にビデオデッキを持ちだしたり、時事ネタに頼ったりもする。

### 第一部大唐篇 前半
李冰（り ひょう）
河南地方・灌口村の義士。隋末の群雄・竇建徳の元部下。唐の中華統一が確定的と見て取り、これ以上の抵抗は民を苦しめるのみとして軍から離脱し、部下を率いて水害を防ぐ治水工事や庶民を苦しめる妖怪退治などをしていた。その行動から無支奇復活の最後の後押しをしてしまったとも言えるが、我が身を犠牲にして二郎真君の縛妖鎖をもちいて自身もろとも無支奇を河に沈める。
申陽仙（しんようせん）
花果山の中に庵を構える隠者。食料探しに来て道に迷った悟空を助ける。山中に住む野人たちが元は人間だったことも知っている。
野人たち
別称として「玃猨（かくえん）」。メスなら野女とも呼ばれる花果山の中で暮らす猿とも人ともつかぬモノたち。
申陽仙によると、中華の地において乱がおこるたびに戦乱や圧政を避けて山に入った者たちが知識を伝えることも忘れて野生化した人間の末裔。作中では花果山に漂う妖気に当てられて正気を失ったという例も多い。唐軍の戦闘に追われて山に逃げ込んだ難民を襲ったため、李冰の軍に討伐される。その中には正気を失いながらも悟空を見守っていた母もいたが、悟空の目の前で殺された。
董彦思（とう げんし）
唐の監察御史。李家村で捕らえられた悟空を李世民に献上しようとした。要領の良い世渡り上手で、長安の話では出世して礼部司郎中として再登場し、玄武門の変に協力したことで吏部侍郎に、さらには玄奘の密告から地下通路の秘密を突きとめたことで吏部尚書にまで出世するが、玄奘からの密告があったことを報告せず、出世に水を差すのも癪だと握り潰してしまうが、噂を聞いて邸に押し入った紅孩児に殺された。
虎媽、鹿姐（ふーまー、るーちぇ）
竜児女の腹違いの姉。当初名前は「一姉、二姉」や「上の姉、下の姉」と呼ばれたりしており、潮出版社版の改訂で名が付いた。
虎媽は金のために身内を売り、それで稼いだ金も独り占めする業突く張りで、飢饉が起きた際にまだ7歳だった竜花（竜児女の幼名）を山に捨てた。金角・銀角には竜児女の情報を売り、唐軍には鹿姐を使って得た白雲洞への道筋の情報を売った。
鹿姐は気が弱く、姉に逆らえず「山賊の情報を売れば妹は助命してもらえる」と聞いて平頂山で悟空たちに取り入って五行山に潜り込み、白雲洞に続く道に目印の花の種を撒いていた。目的を遂げたあとは夜中に悟空を大壺の中に突き落としたあと、命からがら山を下りる。
山賊と官軍双方から金をせしめた虎媽を鹿姐が責めて言い争っているのを聞いた紅孩児に二人とも殺された。ラジオドラマでは鹿姐が虎媽に分け前を要求するなど、どっちもどっちな性格にされた。
金角（きんかく）
平頂山を根城とする山賊の首領。一国の将軍クラスの武勇を誇る豪傑だが、粗暴で粗忽な弟にあわせて山賊に甘んじている。悟空によって山塞は壊滅、さらに弟を殺されたため、悟空を執念深く付け狙う。山賊ではあるが本質は武人らしく、悟空が敢えて決着をつけるため戻ってきた時は歓喜していた。愛用武器は方天戟。
銀角（ぎんかく）
金角の弟。典型的なならず者で面倒事を起こしては金角に尻拭いをさせていた。竜児女を罠にかけて捕らえ、嬲りものにしようとしたが、そのために悟空の怒りを買い、悟空に頭を叩き割られ死亡。
迦菩提（かぼだい）
悟空たちが相州にて出会った天竺から来た僧侶。かなりの法力を持ち、経を読んで通臂公を追い払った。白雲洞の石文の最後の一節が梵語らしいことから竜児女と共に迎え五行山に同行し、地煞が天罡となるためには天竺へ赴く必要があると明らかにした。その後もしばらく五行山に滞在したが、銀角に捕らえられた竜児女を助けた後、山を下りる途中で通臂公に殺される。
袁守誠（えん しゅせい）
辻易者。要所要所で現れ、悟空や玄奘に的確なアドバイスをする。片手に生首をぶら下げた悟空を見ても冷静に話しかけるなど、ただ者ではない印象を持つ。玄奘の経と並んで彼の鳴らす筮竹の音は大聖に囚われた悟空を正気に戻した。長安で再会した際に悟空を占って二つの卦が出たことを伝える。
法妙、法珍（ほうみょう、ほうちん）
長安の寺・大荘厳寺の僧で玄奘の同輩。玄奘の天竺取経の志に賛同して協力するが、出国の許可が出なかったため旅立つ玄奘を見送った。
李世民（り せいみん）
唐初代皇帝・李淵の次男（秦王）で、2代目皇帝（太宗）。史上名高い玄武門の変において、兄・建成と弟・元吉を殺害、皇帝となる。宮城を破壊して逃走した悟空の捜索を魏徴に命じる。史実では中国史上最高の名君とされるが、同時にその事績には粉飾が多いとも言われる。平民出身の竇建徳や劉黒闥を卑しい身分だという理由から独断で処刑するなど、本作では平民の台頭を嫌う象徴的な権力者として描かれ、野心家かつ短気な部分があるなど、否定的な描写が多い。
悟空からは「哪吒のようなヤツが皇帝になるより、まだマシだ」と酷評される一方で、自分が新たなる天子だと宣言することで隋の怨霊を鎮め無力化させており、王者としての才覚も見せている。
李元吉（り げんきつ）
李淵の四男（斉王）。他の兄弟達と比べて無能でおべっかに弱く、ことさら残忍な人間という描写になっている。河南地方を平定するために出兵してくるが、賊軍に加わる恐れがあると言うだけの理由で悟空の故郷である福地を含めた数カ村を焼き討ちした。その後、河北で悟空たちが唐軍から奪った米を配った村人を土に埋めて馬蹄で踏みつぶすという行為を行ったり、五行山へ軍を送ったことで竜児女が死んだ遠因ともなったため悟空が仇と狙う人物。才能豊かな兄・世民を嫌悪しており、太子である建成に世民暗殺を持ちかけるが逆に先手を打たれ、尉遅敬徳に斬殺される。
李建成（り けんせい）
李淵の長男（太子）。武芸や軍事に優れた将軍だったが、作中では身内で争うことや策謀の類いには消極的など、弟たちと比べて善良な人物として描かれている。玄武門の変にて現場から離脱することに成功するが、腹心であった魏徴に見限られ刺殺される。
李淵（り えん）
唐の初代皇帝（高祖）。唐の建国を果たすなど、有能ではあったが優柔不断で好色な人物。新装版の巻末には、世民にたきつけられて決起したと書かれている。玄武門の変の後、世民によって幽閉され、のちに譲位させられる。
李勣（り せき）
唐の武将。李世民の配下。もとは李世勣を名乗っていたが、李世民が即位すると避諱により李勣とした。金角と戦う悟空を捕らえ、その後、宮城内で悟空と対決する。また、西域に向かう悟空を執拗に追いかけ、一時は捕らえる寸前まで行く。しかし、義に厚く恩には恩で返す人物のため、悟空を見逃した。唐の武将達の中では、死者を悼み手厚く葬れと指示するなど、凶悪な人間の多い作中では珍しく清廉な武将として描かれている。
史実では登場時点でかなりの年配の武将だったはずだが、作中では若々しい青年めいた姿で描かれている。
李靖（り せい）
唐の武将。李世民の配下。西域の征服を成し遂げた有能な武将なのだが、好色で自分を怪我させた悟空を執拗に追いかけるなど、悪役として描かれている。
魏徴（ぎ ちょう）
唐の臣。もとは建成の側近であり、当初は世民を粛清するよう進言していたが、機先を制されたことを知るや自ら建成を刺殺し、世民の幕下に加わった。敵勢力の調略などを行っており、配下の黄袍に悟空の捕縛を命じる。
尉遅敬徳（うっち けいとく）
唐の武将。玄武門の変では李元吉を討ち取り、宮城を徘徊する幽鬼の探索をする。悟空が厩を脱出する際、重傷を負わされた。
黄袍（こうほう）
唐の臣・魏徴の部下。李世民より魏徴を通じて弼馬温こと悟空の捜索を命ぜられて襲撃するが度々撃退され、私情で悟空の命を狙うようになる。罠や毒、仕掛け弓、捕り縄など暗殺用の器具を多く使い、さながら忍者のような活躍を見せる。数度にわたる悟空との戦いの末、部下も何もかも失い、自身も負傷して彼に恐怖してしまい、その恐怖を殺すため殊更悟空に挑もうとするが、石方相に恐怖心を指摘され動揺したところを背後から捕らえられ絞め殺された。
残酷かつ狡猾な面もあり、悟空が生かしておいた梁師都の兵を「行きがけの駄賃」と称して殺したり、小旋風を打ち殺して悟空がやったと擦り付けたりもした。
如意真仙（にょいしんせん）
長安城外の道観「聚仙庵」の道士で、紅孩児のおじ。近隣の女たちに堕胎薬を売ったり、秘密で中絶手術も行っているため道観は「落胎観」という別名で呼ばれている。人間的に少々問題があるが道士としてはそれなりに有秀であり、当時はまだ発明されていなかった火薬を実験的に調合し、竹筒に仕込んだ原始的な火炎放射器を自作していた。
森羅殿の話からお宝目当てに同行するが、化物同士の戦いに巻き込まれて気を失い、その間に地湧夫人の手で脚を切り落とされてしまう。その状態で紅孩児に声をかけるが、足手纏いになると判断され殺された。
六健将（ろっけんしょう）
劉黒闥の配下にあった六人の武将。本来は雲裏霧、急如火、快如風、興烘掀、霧裏雲、掀烘興（うんりむ、きゅうじょか、かいじょふう、こうこうきん、むりうん、きんこうこう）の6人であったが、霧裏雲と掀烘興の2人は劇中ではすでに死亡しており登場せず、彼ら以外の4人に悟空と紅孩児を加えた6人を新六健将としている。落胎観に潜伏し宮城地下の抜け道から城内に侵入して皇帝を暗殺しようとしたが、玄武門の変に巻き込まれる。如意真仙からはゴロツキ呼ばわりされガラが悪いのも事実だったが、まだ若い悟空や紅孩児が無駄死にしないよう逃がそうとする仲間思いな一面や悟空自身は嫌っていた小猿に化けた六耳獼猴の世話をする動物好きなところもあった。
六耳獼猴（ろくじびこう）
無支奇の眷属。普段は小猿の姿をしているが、有事の際には巨大な妖猿に変身する。小猿の姿で悟空と雲裏霧が囚われた牢に潜り込み薬草を届けたあと、そのまま悟空の傍に就いていた。「小讃風（しょうさんぷう）」と名付けて朝夕に餌をくれた快如風に懐いており、彼が目の前で死んだ時には必要がないのに正体を現して暴れ回り、結果として自分の死と悟空の捕縛という事態を引き起こしてしまう。
地湧夫人（ちようふじん）
李淵の側室の尹徳妃。哪吒の母。もと煬帝の妃であり、男と見れば誰にでも色目を使い、秘密の地下道に足を切断した男達を監禁して慰み者にする色情狂である。自分の子を皇帝にするため李世民らの抹殺に奔走、皇帝暗殺を目論む紅孩児に地下宮殿の抜け道を教える。針や毒の知識に長け、地下道の全貌を知る唯一の人物だが、我が子を愛する母でもあった。
哪吒太子（なたたいし）
地湧夫人の私生児。太子を自称するが煬帝の血を引いているかどうかは定かではない。宮城の地下の宮殿・森羅殿に隠棲し、皇帝の地位を狙う。自身も双剣を使うほか、猪馬竜や地下宮殿に祀られ煬帝の妄執が染みついた土人形や石の巨人、人頭獣身の陰道女などゴーレムめいた怪物に守護されている。
戦いの果てに母も森羅殿も何もかも失い、地上にさまよい出た彼は、親の敵である悟空に最後の勝負を挑むが、紅孩児が投げた短剣を胸に受けて死んだ。
陰道女（いんどうじょ）
人面獣身の石像。森羅殿に置かれていた像の中でも乳母代わりとして哪吒の世話をしていた。世話をするうちに母である地湧夫人の盲愛も加わったのか崩れる森羅殿から哪吒を連れて脱出する。哪吒と共に悟空を狙うが、紅孩児の投げた匕首で哪吒が死んだことで石に戻る。
九頭駙馬（きゅうとうふば）
隋末の最後の群雄梁師都の娘婿。部下の虎先鋒と兵を殺して梁師都軍から離脱した悟空を追う。百眼道人とは昔馴染み。紫雲山で悟空を襲うが、大聖の領域を封じていた千花洞の毘藍婆菩薩を破壊したことで起きた大風に吹き飛ばされ突き出した木の枝に貫かれて死んだ。
巽二娘（そん にじょう）
弩を使う美少女。男装して二郎と名乗り、行方不明の父・巽進を探していて悟空と出会う。紫金鈴を盗んだ八戒を追う悟空に同行していたが、涼州を襲った黄風大王との騒ぎを経て旅芸人一座に託され、悟空とは別れることになる。
蝗婆婆（こうばば）
盤糸嶺に住む女道士。紫金鈴と呼ばれる鈴を使い飛蝗を自在に操り、周囲のバッタをすべて飛蝗に変質させる能力を持つ金色のイナゴ「平天蝗」を育てている。
隋の2つ前の王朝から生きてきた人物だが、その思想は終末思想そのものであり、世界の終わりが早く来るように飛蝗の研究を続けていた。悟空を追ってきた九頭駙馬が、紫雲山の封印を破った際に生じた大風に吹き飛ばされる。本人は自身が信仰していた毘藍婆菩薩の起こした「この世の終わり」を示す風だと大笑しながら消えた。虫を媒介とした術で蘇るが、自身を吹き飛ばした風に関しては勘違いしたまま。
双葉社版では高笑いしているところで風を吹かせているのが斉天大聖だと気づき、驚愕したところで岩にたたきつけられて死亡している。
紫金鈴（しきんれい）
蝗婆婆のもつ宝具。こぶし大の金輪に三つの鈴が付いており、人の耳には聞こえない音で飛蝗を操る。三つの鈴はそれぞれ役割が違い、飛蝗を呼ぶ蝗来鈴、飛蝗を移動させる蝗飛鈴、飛蝗を自滅させる蝗死鈴となっていて、使わない鈴に綿を詰めてある。
使い手の能力に依存しないので宮城に囚われた悟空を助ける際に通臂公が借りていた。百眼道人に奪われるが、黄花観に潜り込んでいた八戒に持ち去られる。八戒自身は最後まで価値に気付くことはなく、悟空の追跡に癇癪を起して黄河に捨ててしまった。

七仙姑（しちせんこ）
蝗婆婆の弟子の7人の少女。盤糸洞に住みハチやアブなどの虫を操る。
アクションコミックとそれ以外で最後の描写が異なっており、アクションコミックでは死んだまま、もしくは特にフォローもなくフェードアウトしたが、それ以外のバージョンでは蝗婆婆の術により尸解仙となる、もしくは世俗で商売でもして生きていくという内容に修正された。
螞娘（まーにゃん）
アブを操る。まだ17歳であるがしっとりとした美女で7人の中でいちばん落ち着きがある。蝗婆婆から留守を任されるが、焼き打ちを受けた際に襲撃者の矢を受け、死亡した。最年長という立場上おとなしくしていたが悟空には惹かれていた。術で蘇ってからは世俗を捨てて修行出来ることを喜んでおり、蝗婆婆の勘違いについては理解した上で黙っていた。
蠦娘（るーにゃん）
クロバチを操る。虫避け薬に強いハチを種類別に育てるなど術の研究にも熱心。7人の中で最も過激な性格で攻撃力に特化しており、盤糸洞の焼き討ちを二娘の手引きによるものと誤解し、悟空と二娘を殺そうとする。
双葉社版では紅孩児が点けた火に巻かれたクロバチを助けようとして諸共に焼け死んでしまうという最後だったが、潮出版社以降のバージョンでは蝗婆婆達に助けられ、人も通わぬ深山で成仙して修行を続けるという内容になっている。
蜜娘（みーにゃん）
ミツバチを操る。悟空と二娘を盤糸洞に連れてきた。世俗的な性格だが、頭に血が上りやすくカっとなると見境が着かなくなる所もある。盤糸洞が焼き討ちされた後は悟空たちの旅立ちを見届けた後、「蜂蜜売りの蜂蜜娘（ほうみつじょう）」と名乗り、自らも蜻娘、蜡娘と共に旅に出る。蘇った蝗婆婆曰く、俗念が強いのでしばらくは好きにやらせようとのこと。
斑娘（ぱんにゃん）
ハンミョウを操る。百眼道人の操るムカデに襲われ、洞に知らせようとするが衣服に潜り込んでいたムカデに刺され、二郎/二娘に看取られて亡くなる。術で蘇ってからはいつか7人の姉妹揃って暮らせる日がくるのを待ち望んでいる様子だった。
蜡娘（ちあにゃん）
ブヨを操る。少々能天気で主体性に乏しい。焼き打ち以降、蠦娘と行動を共にするが、過激すぎる考えに着いて行けず置いて行かれる。落ち込んでいた所を蜜娘たちと合流した。
蜢娘（もんにゃん）
ウシバエを操る。洞が焼き打ちを受けた際に最初に矢を受けて殺された。術で蘇ってからは死んでいる間に目撃したのか、蝗婆婆を吹き飛ばした風の真相を知っていたが螞娘に口止めされていた。
蜻娘（ちんにゃん）
トンボを操る。まだほんの子どもで、泣き虫。蜜娘と共に生き残り、共に旅に出る。

百眼道人（ひゃくがんどうじん）
毒百足を操り、別名・多目怪と呼ばれる道士。自ら飛蝗を作り、それを鎮めて金品を得るマッチポンプを行うために蝗婆婆の持つ紫金鈴を狙っており、蝗害の研究を続けて盤糸洞に辿り着いた二娘の父を殺している。村人達をたきつけて盤糸洞を焼き討ちする。百眼脱魂の術で悟空の意識を飛ばすが、かえって大聖の力を呼び覚ましてしまい頭を割られて死ぬ。昔の悪仲間として鷹を使う男・李鷹と毒蜘蛛を操る男・張八足がいる。
旅芸人一座
蘭州から黄河を渡って涼州へ向かう途中で知り合った。力自慢のイングリ、インド手品を使う竺達羅、語り部の小大人、軽業師の馬兄妹などがいる。座長の婆さんは切り替えが早いちゃっかり者。竺達羅は悟空に問われて幼少時に天竺で見た不思議な祭りについて言及しており作劇上の伏線を展開しているほか、悟空が旅立ったことで置き去りになった二娘を慰める。
黄風大王（こうふうだいおう）
烏鞘嶺を根城にする盗賊団の首領。黄砂にまぎれて移動し旅人を襲う。一介の盗賊とは桁違いの統率力と戦闘力を持ち、数で圧倒的に劣るにもかかわらず軍隊が駐留する街を襲撃してとらわれた息子・小旋風を救い、ついでに略奪を成し遂げるほど。500人の部下で悟空を包囲するが、玄奘の読経によって意識をなくすことなく大聖の力をフルに発揮した悟空によって壊滅させられる。
百花羞（ひゃっかしゅう）
涼州の天竺楼の花魁。黄袍の愛人。元は良家の令嬢だったが、黄袍に騙されて攫われ、涼州の妓楼・天竺楼に売り飛ばされた。実家はその後盗賊に襲われて皆殺しにされ、行く当てのなくなった彼女は芸妓を続けていた。天竺楼が無くなってからは再び黄袍の都合で連れ回されるが、紆余曲折の末に金蚕蠱を憑けられてしまう。石の献身にって助けられるが、黄袍に攫われてからの記憶を失くし幼児化してしまったような描写のまま石と共に姿を消した。

### 第一部大唐篇 後半（旧称・河西回廊篇）
与世同君（よせいどうくん）
五荘観という道観に住む道士。赤ん坊に冬虫夏草を植えつけて育てる人参果によって数百年間生きており、袖裏乾坤の術、縮地の法といった術を駆使して悟空を翻弄する。特に明言はされていないが、作中屈指の強敵である。
『西遊記』でいうところの〈鎮元大仙〉だが、作中でこの名は竜児女の師匠として登場している。
扶桑夫人（ふそうふじん）
与世同君の妻。同君の術と秘薬によって木と一体化し、人参果を育てた。人参果を奪われた後は自分が枯れることも厭わず、分身を飛ばして捜索するなど、献身的に行動している。
凌虚子（りょうきょし）
道士。白文生、熊山君とともに与世同君の人参果を狙う。与世同君曰く、不良道士。
石方相（せき ほうそう）
百花羞の家に仕えていた下男。単純だが、百花羞に忠実な力自慢の大男。顔の左半分が麻痺によって歪んでおり、相当な強面（右半分を見る限り美男子とまでは言えないがそこそこ整った顔立ち）。黄袍に連れ去られた百花羞を探していたが逆に呼び出された。黄袍に深い恨みを持つが、自分より遙かに強いことを理解しており、下手に手出しすると百花羞に危害が及ぶため言いなりになっている。百花羞を救うため、金蚕蠱を自身に移し腹を割いて取り出すほど強い忠義の持ち主。
イリク
突厥の若者で「ブルグゥ・シャドの息子」と名乗る。戦場で偶然、悟空に命を助けられ恩に着ている。紅孩児と顔なじみでもある。キルク族の女性の許嫁がいるが部族間の対立により婚約の解消を通告され、関係の改善を図っている。
阮馮河（げん ひょうか）
李靖の配下の武将（打虎将軍）。直情型で待つことが苦手な男。相応の実力者ではあるが考えなしに無茶な行動に出ることがある。弟の暴虎と共に悟空を追っていたが、弟が斬られたことで羅刹女に勝負を挑むも敗れた。
阮暴虎（げん ぼうこ）
李靖の配下の武将（騎都尉）。馮河の弟。兄に輪をかけた性格で、逆上すると周りがまったく見えなくなり後先考えずに突撃しては川に転落したり落石に押しつぶされたりと空回りすることが多い。火井鎮でやけどを負い、目もろくに見えない状態で悟空を探していたが羅刹女に斬られて死んだ。
なお、暴虎馮河とは短慮で無謀な行いを意味する四字熟語である。
陳一升金（ちん いっしょうきん）
白骨夫人が死後産み落とした巫蠱使いの少女。母の遺した強力な2匹の蛇蠱・大青と小青を従え、さらに巫蠱中の絶品と言われる金蚕蠱を隠し持つ。大青は邪眼で敵の動きを封じるほか、周囲の蛇を集めて巨大な群体になる能力を持ち、小青は死体に入り込み操る能力を持つ。
甘州近郊の陳家の養子になっていたが、他者に暗示をかけて弄び悟空たち一行が現れたのをきっかけに独り立ちと称して養家と実母の元から持てるだけの財産を持ち出す。当初は悟空を婿にすると追いかけていたが、莫大な財産をもたらすはずだった金蚕蠱も始末されたことで一方的に決別した。蛇蠱の大青を傷つけられたことで悟空を狙うが、火に蒔かれた大青と共に河に落ちる。河岸で行き倒れているところを羅刹女に発見され、偶々捕えていた小青を憑けられた。
西域篇6巻収録の短編「逆旅奇談・前後篇」では大人となり、悪女として名を馳せている姿が描かれている。蛇蠱の小青も邪眼が開き、その力を行使する強力な魔物となっている。
羅刹女（らせつにょ）
白骨夫人の娘（一升金の姉）。常に血と戦いを求める女盗賊。気に入った男は抱くか殺すかという物騒な好み、自分は砂漠であり常に血に渇いていると豪語している。剣の達人であり、大聖の力を引き出した悟空とほぼ互角に斬り結び、阮馮河の大刀を受け止めるほどの強さを誇る。大聖の力を引き出した悟空を見て、ここで決着をつけるのが勿体ないと自身の脚を傷つけて悟空を見送った。「得体のしれないモノを憑けた人物」と言う意味で悟空とよく似た人物を知っている。
妹や母に対しても身内としての情など持ち合わせていないが、行き倒れていた一升金を見かけた際に「こいつが生き延びて悪人になったら面白い」という気まぐれで捕えていた蛇蠱（小青）を憑けた。
白骨夫人（はっこつふじん）
かつては羅刹女を名乗り河西回廊を荒らしまわった女盗賊だったが、死後生きた人間の生気を吸う妖怪と化した。一升金と羅刹女の母。陳夫婦に送り込まれた玄奘から感じた大聖の気から、悟空を引き込んで生気を吸おうとするが大聖の気は強大すぎて適応できずアジトとしていた旧城跡も破壊されてしまう。
訪れた一升金に金蚕蠱や残っていた宝を譲ったあと現れた羅刹女に止めを刺された。
析易居士（せきえきこじ）
巫蠱使い。蜥蜴蠱（せきえきこ）を使い、火井鎮の村人を苦しめる。村人の精神をより集めた巨大な蜥蜴蠱を作っている。玄奘に蜥蜴蠱をかけるが、玄奘の強い信念によって跳ね返された。最終的には悟空達との戦いの末に、自ら作り出した蜥蜴蠱に取り込まれて死亡する。
丘秀才（きゅう しゅうさい）
析易居士の弟子。蚯蚓蠱（きゅういんこ）を使う巫蠱使い。一升金の持つ金蚕蠱を狙う。一時、通臂公と組んで行動するがお互いに騙し騙された末、一升金に殺されてしまう。

### 第二部西域篇
羊力大仙（ようりきたいせん）
羊を飼う怪老人。祆教徒と敵対しており、玄奘一行を利用して伊吾国にアンラ・マンユの力を引き入れ混乱をもたらそうと画策する。斉天大聖について詳しく知っている様子がある。アマルカを頼もしく思う一方で、悟空にケンカを売るような向こう見ずな行動には眉をひそめている。
アマルカ
羊力大仙の孫娘と称し、行動を共にしている怪少女。ハエを操り動物の死体を用いてドゥルジ・ナスという一種のゾンビを作り出す。
カマルトゥブを死なせた主要な原因となった人物であるため、悟空から強く警戒されている。
石千齢（せき せんれい）
伊吾国のオアシスに住んでいたソグド人。石万年の兄。強欲な人物であり自ら殺させたキルク族の女性を愛人にするなど、非道な人物でもある。羊の化物に殺されるが、化け物の実在を信じないソグド人達はカマルトゥブがやったと断定し、それがその後のキルク族の虐殺や伊吾国粟特城の騒動の原因となる。
カマルトゥブ
石千齢を殺したとして容疑をかけられているキルク族の少年。父親は石千齢に殺され、母親は石千齢の愛人にされていた。実際殺したのかは不明だが、自身の仕出かしたことを悔やんで大聖を呼び、姉であるイリーシュカの放った魔除けの矢でドゥルジ・ナスの束縛から解かれて逝った。
メーウザーイ
伊吾国粟特城のパクラクッチの妻。かつて悟浄と恋仲だった。城内に潜り込んだドゥルジ・ナスにとりつかれて騒ぎを起こす。
ラーマザーイ
メーウザーイの妹。姉のメーウザーイから「妹のせいでパクラクッチと結婚させられた」として恨まれている。ついにはメーウザーイの戦略によって毒茶を飲んでしまうが一命は取り留める。
パクラクッチ
メーウザーイの夫。ドゥルジ・ナスに操られているメーウザーイに殺されそうになるが、沙悟浄により命は守られる。
アシャイバンダク
伊吾国粟特城の祆教神官。羊力大仙やアマルカと対立している。
ハルワタータク、アムルタータク
伊吾国粟特城の祆教神官見習いの双子の男児。通称・ハルとアム。陰謀に巻き込まれ、成り行きでしばしば悟空と行動を共にする。
サソリ女 / ジャミー
ウジャムカ（後述）に雇われた殺し屋。武器である足爪には毒が仕込んでおりアクロバティックな体術で戦う。悟空を苦戦させるほどの強者だがヴァンダカとの戦闘で負傷し、その傷が原因で悟空にも片足の爪を飛ばされる。
虎力大仙の見世物小屋にも参加していることがある。
ヴァンダカ
ソグド兵の隊長で、石万年（後述）に雇われている。平気で人を殺すという残虐な性格ゆえ、統率と指揮の実力も高い。悟空とは一戦も交えていないが、サソリ女との戦いで一撃で負傷させるほどの強さを誇る。
「火焔山の章」ではトルークシュと兄弟であると判明する。悟空とは根本的に馬が合わないようで、お互いに周囲が心配するほど喧嘩腰になる。
石万年（せき まんねん）
伊吾国伊吾城に住むソグド人の有力者「薩宝（サルポウ）」。ヴァンダカの雇い主であり、石千齢の弟。サソリ女に殺されそうになるが、孫悟空が登場したおかげで一命を取り留める。史実では、伊吾国が貞観4年（630年）になって、唐に内属した時の中心人物だった。
ウジャムカ
伊吾国伊吾城に住む鄯善人の有力者。石万年とは敵対している。サソリ女を利用して石万年を暗殺しようとするが失敗し、ソグド兵の矢により絶命。しかし死の直前、利用しようと玄奘を宴に招いていたため、玄奘が、ひいては悟空がソグド人ともめる原因となった。
バルバナ
ウジャムカの手下、ソグド兵の矢により絶命。
アンパタ
ウジャムカの手下、サソリに刺され死亡。
タクワルチュ
伊吾国伊吾城に住むソグド人の役人。サソリ女に殺される。
トルークシュ / 安吐窟（あん とくつ）
ソグド人。高昌国王につかえている。軍属ではないが、ソグド兵の動員に関して一定の権限を持つ。異民族との交渉に長ける好人物でカマルトゥブや玄奘達の疑いを晴らすのに活躍した。一方でソグド人と他の民族の諍いに必ず名前が登場する人物でもあり、イリーシュカに命を狙われてしまう。漢名の「安」は、安禄山の血縁として設定されている可能性がある。
イリーシュカ
遊牧民キルク族の女性。カマルトゥブの姉でイリクの婚約者だが、部族同士の関係悪化から婚約は取り消されている。「遠矢のリシュカ」の異名をとる弓術の達人であり、尋常でない遠距離からソグド兵や悟空を狙撃する。その命中精度は極めて高く、悟空にして辛うじて躱せるものの他の標的に対しては百発百中である。敵の動きを先読みする射撃で終始悟空を圧倒する。
極めて果断な性格、決断したら即実行するタイプで敵方と通じた疑惑の段階で実の叔父を射殺している。
鹿力大仙（ろくりきたいせん）
羊力大仙の魔物仲間。商売として子供を犠牲にして儀式を開いている。悟空とは積極的に敵対する気はなかったが、儀式を邪魔されたことと悟空の挑発で、執拗に悟空を付け狙うようになる。太古の霊や言霊を武器に用い、悟空を追い詰めるがイリーシュカの遠矢で射殺される。

#### 火焔山の章
麹文泰（きくぶんたい）
漢人のオアシス国家高昌国の王。
玉面公主（ぎょくめんこうしゅ）
高昌国の姫で、麹文泰の妹。母親は隋の皇族だが、隋が滅んでしまったため、微妙な立場となっており宮城とは別の屋敷に住まわされている。
牛魔王（ぎゅうまおう）
牛の頭部を模した被り物と鉄棍をもつ偉丈夫だが、登場した時点では言葉を発していない。火焔山の洞窟内で孤児を保護しているようだが詳細は不明。時折頭痛に苦しんでいるような様を見せる。悟空と相対した際には本能的な感覚で互いに戦った。
虎力大仙（こりきたいせん）
見世物小屋の主。玉面公主に挨拶してきたが、悟空からは胡散臭がられている。子供の奴隷を買って芸を仕込んでいるが、一座の芸人たちからは恩義を感じられている。
カシュラート
火焔山に住む孤児たちのリーダー格。目鼻立ちの整った少年で、カレーズを通って村に忍び込むなど頭もよい。
オパチ
高昌国の娼婦。八戒と同レベルに享楽的な性格。奴隷として売られていたが、八戒によって連れ出される。以前いた娼館ではバルザートと名乗っていた悟浄の馴染みだった。なお、悟浄が馴染みだった娼館には更なる騒ぎの種があるらしい。

## 書籍

### 単行本
- 「西遊妖猿伝」 全9巻　双葉社　アクションコミックス

大唐篇前半（狭義の大唐篇）のみの収録。
- 「西遊妖猿伝」 全16巻　潮出版社  希望コミックス

広義の大唐篇を収録。双葉社版において無残な最期を遂げたキャラクターに対する救済措置等の大幅な加筆修正が施されている。
- 「西遊妖猿伝 大唐篇」 全10巻　講談社 KCDX

広義の大唐篇を収録。
- 「西遊妖猿伝 西域篇」　全6巻　講談社　モーニングKC
- 「西遊妖猿伝 西域篇 火焔山の章」　既刊4巻　講談社　モーニングKC

2020年7月より刊行。

### 関連本
- 「諸星大二郎 西遊妖猿伝の世界」（絶版）双葉社 ISBN 978-4-575-46011-7

竹熊健太郎、川崎ぶらの編集による研究本。ポスター、名場面集、相関図、用語辞典などの他、手塚治虫・星野之宣との鼎談や読切漫画、全作品リストまで、西遊妖猿伝のみならず著者に関する豊富な資料が収録されているが、現在は絶版となっている。
- 「世界伝奇行 ―中国・西遊妖猿伝編―」（河出書房新社、 佐藤健寿写真）

## 音声メディア

### ラジオドラマ
- 「西遊妖猿伝」 全4回 （NHK-FM『アドベンチャー・ロード』 1989年10月30日 - 11月2日　22:00～22:30）
- 「続・西遊妖猿伝」 全5回 （NHK-FM「アドベンチャー・ロード」1990年3月26日 - 3月30日　22:30～23:00）

#### キャスト
- 孫悟空（声：錦織一清）
- 玄奘（声：塩沢兼人、おやま克博）
- 猪八戒（声：河合裕樹）
- 無支奇（声：石田太郎）
- 紅孩児（声：中村繁之）
- 通臂公（声：三谷昇）
- 竜児女（声：河合美智子）
- 李世民（声：福原一臣）
- 李冰（声：有川博）
- 迦菩提（声：中村方隆）
- 金角（声：樋口隆則）
- 銀角（声：早坂直家）
- 李元吉（声：西田健）
- 巽二郎（声：向井亜紀）
- 蝗婆婆（声：今井和子）
- ミーニャン（声：増田未亜）
- ルーニャン（声：山崎美貴）
- アンニャン（声：広瀬恵理子）
- チャーニャン（声：野口早苗）
- 九頭駙馬（声：花房徹）
- 百眼道人（声：平野稔）
- 翠蘭（声：元井須美子）
- 董彦思（声：宋英徳）
- 高達（声：内山森彦）
- 李建成（声：福田信昭）
- 李淵（声：三川雄三）
- 上の姉（声：中村啓子）
- 下の姉（声：にしだえり）
- 僧侶（声：おやま克博）
- 召使い（声：とみかわすみお）
- 村の長老（声：有馬昌彦）
- 兵士（声：やまぐちあきら、きむらつとむ）
- 講釈師（声：山田康雄）

#### スタッフ
- 脚本：佐々木守
- 音楽：高橋洋一
- 演出：伊藤豊英
- 音響効果：加藤宏
- 技術：小倉善二

### カセットブック
- 「西遊妖猿伝」 全2巻　新潮カセットブック（廃盤） 新潮社

ラジオドラマ「西遊妖猿伝」（1989年10月30日 - 11月2日放送分）を収録したもの。

### オリジナルアルバム「西遊妖猿伝」
レコード・カセットテープ・CD（廃盤）。1986年3月5日に東芝EMIよりリリースされた。
伊豆一彦によるサウンドトラック。初回特典として書き下ろしのポスターが付いた。
- 曲目

1. 壱之章～花果山
2. 弐之章～斉天大聖孫悟空
3. 参之章～処刑場鬼哭啾啾
4. 四之章～斉天玄女竜児女
5. 伍之章～孫行者収伏妖魔
6. 六之章～五行山白雲洞
7. 七之章～玄奘三蔵
8. 八之章～乱
9. 九之章～西域